# Ordres majeurs
Les ordres majeurs, qu'on distinguait des ordres mineurs, étaient :
- le sous-diaconat
- le diaconat
- le sacerdoce

À ces ordres était attachée l'obligation de la continence perpétuelle.
Depuis l'entrée en vigueur du motu proprio du pape Paul VI Ministeria quaedam du 15 août 1972, les fonctions des ordres mineurs sont appelées ministères; les fonctions qu'exerçait le sous-diacre « sont confiées au lecteur et à l'acolyte et par suite, dans l'Église latine, l'ordre majeur du sous-diaconat n'existe plus». L'acolytat peut en certains lieux, au jugement de la conférence épiscopale, porter le nom de sous-diaconat.
Déjà avant 1972 on considérait que le sous-diaconat n'était pas un sacrement,, et il n'existe que trois ordres qui sont un sacrement :
- épiscopat
- presbytérat
- diaconat

Dans sa constitution dogmatique sur l'Église Lumen gentium, le IIe concile œcuménique du Vatican a enseigné que précisément ceux-ci sont les trois degrés de la hiérarchie de l'Église, sans mentionner ni le sous-diaconat ni les ministères qu'on appelait les ordres mineurs.